# Gone (canción de Rosé)
«Gone» es un sencillo grabado por la cantante neozelandesa-surcoreana y miembro de Blackpink, Rosé, que fue lanzado el 12 de marzo de 2021 a través de YG Entertainment e Interscope Records. La canción corresponde al lado B de su álbum sencillo debut titulado -R-. Fue escrita por Brian Lee, J. Lauryn, Teddy Park, Rosé y producida por 24 junto a Brian Lee.

## Antecedentes y lanzamiento
El 1 de junio de 2020, YG Entertainment, agencia de Blackpink, anunció que el proyecto solista de Rosé se encontraba en preparación y que sería lanzado luego de la publicación del primer álbum de la agrupación, titulado The Album. Tras el lanzamiento del álbum el 2 de octubre de 2020, no hubo novedades respecto a las producciones en solitario.
El 30 de diciembre, YG Entertainment confirmó que tanto Lisa como Rosé harían su debut en solitario durante el 2021.
El 25 de enero de 2021, se informó que Rosé presentaría su nueva canción en el concierto en línea titulado The Show, que Blackpink llevaría a cabo el 31 de enero, como un regalo sorpresa para todos sus fanáticos. Además, la agencia informó que planeaba anunciar de manera oficial la fecha de debut en solitario de la cantante apenas se complete la posproducción de su vídeo musical, agregando que la grabación del videoclip fue finalizada a mediados de enero.
Ese mismo día, se publicó a través de las redes sociales oficiales del grupo un primer teaser tráiler del vídeo musical del sencillo, confirmándose luego que se trataba del lado B del nuevo álbum de Rosé, canción titulada «Gone», y no al título principal.
El 1 de marzo, las redes sociales oficiales de Blackpink publicaron dos pósteres promocionales, confirmando que la fecha oficial de lanzamiento sería el 12 de marzo de 2021.

## Composición y letras
La canción ha sido descrita como una balada romántica de soft rock e indie pop, caracterizada por la voz de Rosé y la guitarra eléctrica. Es una canción que habla de una ruptura sincera sobre alguien que todavía siente algo por su expareja.
En un suave entorno, la producción de la canción presenta un sonido despojado y construido alrededor de acordes rasgados de guitarra. La canción es una sentida carta de ruptura sobre alguien que todavía siente algo por su ex que se mudó. En términos de notación musical, la canción está compuesta en clave de fa mayor, con un tempo de 80 pulsaciones por minuto, y se ejecuta durante tres minutos y veintisiete segundos.
«Gone» fue escrita por Brian Lee, quien ha compuesto para artistas como Camila Cabello, Selena Gomez y Lady Gaga; junto a J. Lauryn, Teddy Park y la propia Rosé; y fue producida por 24 junto a Brian Lee.

## Vídeo musical
El 25 de enero de 2021, fue publicado un teaser tráiler de lo que sería el vídeo musical de «Gone», canción que formaba parte del álbum -R- de Rosé. Luego de la promoción total del sencillo principal, «On the Ground», el 31 de marzo se confirmó a través de una imagen promocional que el vídeo musical de «Gone» sería lanzado el 4 de abril.
«Rosé lleva a los espectadores a un viaje a través de momentos felices y tristes mientras canta sobre una relación fallida... A medida que avanza el vídeo, Rosé pasa de oler felizmente rosas y dar vueltas con una cámara de mano a arrojar con enojo almohadas rotas en una habitación oscura y pararse en medio de un fuego ardiente», señala Mitchell Peters de Billboard.

## Promoción
La canción fue presentada por primera vez, y como un estreno exclusivo para todos los fans, en el concierto en vivo de Blackpink titulado The Show, realizado el 31 de enero de 2021. Posteriormente, tras el lanzamiento oficial del álbum sencillo, presentó la canción en los programas de música de Corea del Sur Inkigayo, M! Countdown y Show! Music Core.
El 14 de marzo, la cantante apareció en el programa My Little Old Boy como invitada especial. El 20 de marzo de 2021, Rosé apareció en el programa de televisión de Corea del Sur Knowing Bros junto con Lee Hye-ri del grupo Girl's Day. Además, la cantante concedió una entrevista al New Music Daily de Apple Music presentado por Zane Lowe.

## Rendimiento comercial
«Gone» debutó en el puesto 49 en el Gaon Digital Chart de Corea del Sur para la fecha de publicación del gráfico del 7 al 13 de marzo de 2021, para ascender a la posición N.º 6 a la semana siguiente. En la siguiente siguiente debutó en la 5ª posición en el chart K-pop Hot 100 de Billboard. Además se ubicó en el lugar 6 de la lista de Hot Singles del Recorded Music NZ de Nueva Zelanda.
En los Estados Unidos, la canción debutó en el lugar 29 de la lista Billboard Global 200 y en la posición 17 de la lista Billboard Global Excl. U.S., mientras que en el gráfico Billboard Digital Song Sales se ubicó en la posición N.º 15.

## Recepción y crítica
Luego del lanzamiento, «Gone» recibió en general críticas positivas de sitios especializados de música. Rhian Daly de la revista británica NME le dio una calificación de 4 sobre 5, señalando que "Gone, la canción conmovedora que estrenó en el concierto transmitido en vivo de Blackpink, The Show, en enero, es tan simple como parece, pero está lejos de ser poco en términos de peso emocional. Toda la canción se basa en acordes de guitarra rasgados y una ocasional melodía adicional. Sobre el papel, podría sonar aburrida y sin inspiración, pero con la voz de Rosé encima de lo real, se convierte en un diamante en bruto. Líricamente, está llena de líneas nítidas para encontrar humor negro cuando se lamenta el final de una relación. «Dime por qué tuviste que golpearme y correrme / Ahora estoy sola, llorando feo», comparte la cantante en un momento. Más tarde, rechaza la idea de abrazar un nuevo día: «Ahora son las ocho de la mañana, odio la mañana»".
Bernadetta Yucki de Cultura.id señaló que «es la segunda pista del álbum -R- con un arreglo musical más suave por el tema del amor. Una vez más, muestra el espíritu de 'niña con el corazón roto' que a menudo se adapta a las canciones de Blackpink. Con su sencillo arreglo musical de guitarra eléctrica, 'Gone' se convirtió en el escaparate de Rosé, tocando su melodioso sonido natural....»
Alisa S. Regassa de The Crimson señaló que «hay una suavidad entrecortada en la melodía de esta pista que refleja vulnerabilidad. La cantante canta sobre la angustia, el amor y la pérdida con el respaldo de sus instrumentos de guitarra característicos, desnudando la música y poniendo el foco en su voz única. El resultado de esa armonía le da a la canción una calidad conmovedora e identificable que conmueve profundamente».

## Premios y reconocimientos

### Premios y nominaciones
| Año  | Evento                        | Premio                                        | Resultado | Ref.   |
| ---- | ----------------------------- | --------------------------------------------- | --------- | ------ |
| 2021 | Asian Pop Music Awards        | Mejor compositor - Extranjero (24, Brian Lee) | Nominada  | [ 31 ] |
| 2021 | Asian Pop Music Awards        | Mejor productor - Extranjero (24, Brian Lee)  | Nominada  | [ 31 ] |
| 2021 | JOOX Malasia Top Music Awards | Top 5 K-pop Hits                              | Ganadora  | [ 32 ] |

### Listados
| Publicación              | Lista                                                  | Ranking  | Ref.   |
| ------------------------ | ------------------------------------------------------ | -------- | ------ |
| Amazon Music             | Best of 2021: K-Pop                                    | Incluida |        |
| Genius                   | The Genius 2021 Year In Lyrics (So Far): Top Songs     | 10.º     | [ 33 ] |
| Genius                   | 50 Best Songs of 2021                                  | 8.º      | [ 34 ] |
| Genius Korea             | Genius Korea Community’s Favorite Songs Of 2021 So Far | Incluida | [ 35 ] |
| Genius Korea             | 2021 Year End Chart - Top Songs                        | 2.º      | [ 36 ] |
| Genius Korea             | 2021 Year End Chart - Top K-Pop Songs                  | 2.º      | [ 37 ] |
| Melon                    | Top 100 Songs That Received The Most Likes In 2021     | 36.º     | [ 38 ] |
| Rolling Stone India      | 6 K-pop B-Sides that Broke the Internet 2021           | Incluida | [ 39 ] |
| Spotify                  | Best K-Pop Songs of 2021                               | Incluida | [ 40 ] |
| Spotify                  | Top K-Pop Tracks of 2021                               | Incluida | [ 41 ] |
| The Philippine Star Life | 21 K-pop b-sides that stole our hearts in 2021         | 9.º      | [ 42 ] |

## Posicionamiento en listas
| Lista (2021)                                        | Mejor posición |
| --------------------------------------------------- | -------------- |
| Australia (ARIA)                                    | 63             |
| Canadá (Canadian Hot 100)                           | 49             |
| Corea del Sur (Gaon Digital Chart)                  | 6              |
| Corea del Sur (K-Pop Hot 100)                       | 5              |
| Estados Unidos (Billboard Global 200)               | 29             |
| Estados Unidos (Billboard Global Excl. U.S.)        | 17             |
| Estados Unidos (Billboard World Digital Song Sales) | 15             |
| Hungría (Single Top 40)                             | 9              |
| Malasia (RIM)                                       | 1              |
| Nueva Zelanda (RMNZ)                                | 6              |
| Portugal (AFP)                                      | 186            |
| Reino Unido (OCC)                                   | 41             |
| Singapur (RIAS)                                     | 2              |

## Historial de lanzamiento
| País  | Fecha               | Formato                    | Sello                                |
| ----- | ------------------- | -------------------------- | ------------------------------------ |
| Mundo | 12 de marzo de 2021 | Descarga digital streaming | YG Entertainment, Interscope Records |
| Mundo | 16 de marzo de 2021 | CD                         | YG Entertainment, Interscope Records |
| Mundo | 19 de abril de 2021 | LP                         | YG Entertainment, Interscope Records |